# 泰安县衙
36°11′21″N 117°07′31″E / 36.18917°N 117.12528°E
泰安县衙，通称老县衙，位於山东省泰安市泰山区府前街8号，其东侧即为泰安老城中轴线通天街。现时间，老县衙景区及其北邻近的岱庙景区合而为一，已是泰安市主要景区之一。

## 历史
其位置为明代兵刑两部尚书萧大亨故居。
清朝雍正十三年（1735年）设立泰安县，乾隆四年（1739年）置县署。知县李松以此建筑为基地，构建县衙。县衙内原有亲民堂、致中堂、退思堂、六曹科房及仪门、戏楼、土地祠、狱神祠。
民国建立後，置泰安县公署，暂用此地为驻地。1949年8月，泰安地区易手后的临时政府以及之后设立的泰安县人民政府，亦驻在此处。
2010年，原址上建设的万力大厦，老县衙小吃玉石街等投入使用。2011年，老县衙博物馆建成使用。

## 博物馆现状
老县衙博物馆目前免费，内有展出泰安老照片、泰安名人字画、泰安知名工艺藏品及泰安历史上的七个状元、十八任县官轶事等数个展区。
门口为一县衙官印放大石模。博物馆一楼以字画书法玉石等为主，二楼为县衙明镜高悬堂复原、安德海伏法蜡像、泰安县历史简介，并有泰山皮影出演。